# مايك كالدويل (لاعب كرة قاعدة)
مايك كالدويل (بالإنجليزية: Mike Caldwell)‏ هو لاعب كرة قاعدة أمريكي، ولد في 22 يناير 1949 في تاربورو في الولايات المتحدة.

## وصلات خارجية
- مايك كالدويل على موقعبيزبول رفرنس.كوم (الدوري الرئيسي) (الإنجليزية)
- مايك كالدويل على موقعبيزبول رفرنس.كوم (الدوري الثانوي) (الإنجليزية)
- مايك كالدويل على موقع قاعة كارولاينا الشمالية للمشاهير الرياضية (الإنجليزية)